# Jair Marrufo
Jair Antonio Marrufo (El Paso, 7 giugno 1977) è un arbitro di calcio statunitense.

## Carriera
Si avvicina al mondo dell'arbitraggio grazie a suo padre, Antonio Marrufo, il quale è stato un arbitro di calcio messicano.
Arbitro della Major League Soccer dal 2002, Jair Marrufo il 1º gennaio 2007 è diventato internazionale all'età di soli 29 anni.
Il suo esordio internazionale è datato 17 ottobre 2007, nell'incontro di Coppa delle Nazioni Oceaniane tra Figi e Nuova Zelanda terminato 0-2, valido anche per le qualificazioni al mondiale 2010. Ha dunque fatto il suo esordio internazionale nella OFC pur essendo un membro CONCACAF.
Nel 2008 viene selezionato per dirigere al torneo calcistico delle Olimpiadi di Pechino, dove gli tocca anche il quarto di finale Olanda-Argentina.
Nella primavera 2009 è protagonista di una controverso episodio al termine della partita di Major League Soccer tra Columbus Crew e Chicago Fire: il giocatore messicano (la stessa origine di Marrufo) Cuauhtémoc Blanco viene sorpreso da alcuni osservatori mentre consegna la propria maglia in regalo all'arbitro. Nonostante le veementi polemiche, Marrufo non viene ufficialmente sanzionato.
Nell'ottobre 2009 giunge la convocazione per dirigere al Mondiale Under 17 in Nigeria. Pochi mesi prima aveva diretto anche in occasione della Gold Cup disputatasi in USA (esperienza ripetuta nelle edizioni 2011 e 2013).
Parla correttamente lo spagnolo e l'inglese.
Il suo nome era inserito nella lista dei 38 preselezionati dalla FIFA per il mondiale 2010, ma nel febbraio 2010 viene scartato nel taglio finale.
Nell'aprile 2012 viene inserito dalla FIFA in una lista di 52 arbitri preselezionati per i Mondiali 2014. Tuttavia, anche in questa seconda occasione non riesce nell'obiettivo di essere convocato per la fase finale del campionato mondiale, venendo eliminato in un taglio successivo dalla lista dei candidati.
Nell'ottobre 2013 è convocato dalla FIFA per il Campionato mondiale di calcio Under 17 2013. Nella circostanza, viene impiegato per due partite della fase a gironi e un quarto di finale.
Nel 2016 viene selezionato per la Copa América Centenario, dove dirige un incontro della fase a gironi.
Il 29 marzo 2018 viene selezionato ufficialmente dalla FIFA per i mondiali di Russia 2018.
In Russia dirige una gara della fase a gironi: Belgio - Tunisia.
Nel dicembre 2018 è selezionato dalla FIFA in vista della Coppa del mondo per club FIFA 2018, dove viene designato per la finale tra i padroni di casa dell'Al Ain e il Real Madrid.